# 정읍 두월리 청실배나무
정읍 두월리 청실배나무는 전라북도 정읍시 산내면 두월리에 있는 청실배나무이다. 2008년 12월 11일 천연기념물 제497호로 지정되었다. 수령은 약 250살이다.
이 나무가 자라는 두월리 마을은 남원양씨 집성촌으로, 이곳에 본래 세 그루의 청실배나무가 있었으나 지금은 한 그루만 남아있는데 꽃이 피는 4월 말에는 온 마을이 환하게 보일정도로 아름다우며 소유자와 주민들이 정성으로 보호하여 현재까지 남아 있다.
청실배나무는 완판본 춘향전에 청실배(靑實梨)로, 구한말에는 황실배(黃實梨), 청실배(靑實梨) 등의 이름으로 많이 재배되었으나 현재는 개량종 배나무에 밀려 대부분 사라진 실정이다.
그러나 이 나무는 마을주민들의 특별한 보살핌으로 현재까지 자람이 양호하고 나무의 수형도 아름다우며 열매가 굵고 맛이 좋아 재래종 과일나무로서 학술적 가치가 매우 크다.